# Лігнани

Лігнани (рос. лигнаны, англ. lignans) — рослинні продукти низької молекулярної маси, утворені головним чином внаслідок оксидативного сполучення двох п-пропілфенольних частин по їх β-вуглецевих атомах. Продукти з одиницями, з'єднаними іншим способом, є неолігнанами. Приклади: галбацин (лігнан) і(–)-еусидерин (неолігнан).

Утворення лігнанів. 1. Фенілаланінова похідна корицевого спирту (монолігнол); 2. Дибензилбутан; 3. Неолігнан